# Andrej Zvjagintsev
Andrej Petrovitj Zvjagintsev (russisk: Андре́й Петро́вич Звя́гинцев, født den 6. februar 1964 i Novosibirsk i Sovjetunionen) er en russisk filminstruktør og manuskriptforfatter.
Zvjagintsev og hans film har modtaget adskillige priser i og udenfor Rusland. Hans første spillefilm The Return (originaltitel Vozvrasjtjenie, da.: Hjemkomsten) fra 2003 vandt Guldløven ved Filmfestivalen i Venedig. Filmene Izgnanie (2007) og Elena (2011) blev også distribueret udenfor Rusland og filmen Leviathan fra 2014 blev nomineret til en Oscar for bedste fremmedsprogede film. Hans seneste film Loveless (2017) vandt Juryens pris ved Filmfestivalen i Cannes og blev tillige nomineret til en Oscar ved Oscaruddelingen 2018. Han har tillige vundet flere priser ved Asia Pacific Screen Awards.

## Karriere
Zvjagintsev er født i Novosibirsk i Sibirien. Da han var 20 år afsluttede han i 1984 skuespilleruddannelsen ved Novosibirsk Statsteaters Institut. Han flyttede til Moskva i 1986, hvor han fortsatte studier ved Det Russiske Institut for Teatervidenskab som han afsluttede i 1990. Fra 1992 til 2000 arbejdede han som skuespiller i film og teater. I 2000 påbegyndte han arbejde for tv-stationen REN TV, hvor han instruerede tre episoder af tv-serien Tjornaja komnata (da.: Det sorte rum).
Han instruerede sin første spillefilm, The Return, der udkom i 2003 og modtog flere priser, herunder Guldløven ved Filmfestivalen i Venedig. Hans anden spillefilm Izgnanie (Изгнание, da. Eksilet, også kendt under den engelske titel The Banishment) havde premiere i 2007 på Filmfestivalen i Cannes, hvor den var nomineret til Den Gyldne Palme.
Elena fra 2011 havde ligeledes premiere på filmfestivalen i Cannes i kategorien "Un Certain Regard", hvor filmen modtog Juryens Pris. Samme år vandt den første prisen (Grand Prix) ved Filmfestivalen i Gent. Zvjagintsevs næste film, Leviathan, deltog også ved Cannesfestivalen i 2014, hvor filmen var med i konkurrencen om Guldpalmen. Ved festivalen modtog Zvjagintsev og Oleg Negin prisen for bedste manuskript for filmen. Leviathan vandt en Golden Globe Award for bedste fremmedsprogede film og blev nomineret til en Oscar for bedste internationale spillefilm. Filmen vandt også prisen "bedste film" ved Asia Pacific Screen Awards og ved BFI's London Film Festival.
Zvjagintsev var i 2015 formand for juryen ved den internationale filmfestival i Shanghai.
Hans seneste film, Loveless (2017), modtog ligeledes en række prestigefyldte filmpriser. Filmen vandt Juryens Pris ved Filmfestivalen i Cannes og prisen "Bedste film" ved BFI's London Film Festival, hvorved Zvjaginsev derved blev den blandt anden instruktør, der har modtaget prisen to gange. Filmen modtog endvidere priser ved Golden Unicorn Awards i London: Best Film, Best Screenplay og Best Actress og modtog nomineringer til Golden Globe Award for Bedste fremmedsprogede film og til en Oscar for Bedste internationale Spillefilm. I marts 2018 modtog Loveless en Césarpris for Bedste udenlandske film som den første russiske instruktør.
I 2018 var Zvjagintsev medlem af juryen ved Filmfestivalen i Cannes.
I 2023 blev det offentliggjort, at Zvjagintsev arbejder på et nyt filmprojekt, Jupiter, om en oligark. Optagelserne er planlagt at begynde i 2014 i Europa.

## Privatliv
Andrej Zvjantsev var gift første gang med skuespillerinden Irina Grinyova. Efter en skilsmisse blev han gift med fotografen og filmredaktøren Anna Matveeva, som han fik en søn sammen med. Parret er i dag skilt.

### Sygdom
I sommeren 2021 blev Zvjagintsev alvorligt syg, ifølge eget udsagn som følge af vaccination med Ruslands Sputnik V-vaccine. Få dage efter vaccinationen fik han høj feber og blev indlagt. Under indlæggelsen blev han inficeret med en bakterie, der er resistent overfor antibiotika og udviklede blodforgiftning. Han blev overført til behandling i Tyskland, hvor han blev lagt i et kunstigt koma, men udviklede polyneuropati og mistede evnen til at gå. Han var i 2022 under genoptræning.

## Forhold til det russiske regime
I 2014 fordømte Zvjagintsev Ruslands annektering af Krim.
I oktober 2016 var Zvyagintsev del af en strid om censur af kreativitet i Rusland, hvor han offentligt kritiserede den russiske regeringspressetalsmand Dmitrij Peskov. Debatten begyndte, da teaterinstruktøren Konstantin Rajkin skarpt kritiserede myndighedernes lukning af udstillinger og forestillinger, herunder særlig tre omtalte begivenheder: tilbagetrækningen af operaen Tannhäuser fra repertoiret i Novosibirsk Operahus, afbrydelsen af rockforestillingen Jesus Christ Superstar på Omsk Opera og lukningen af udstillingen "Without Embarrassment" af den amerikanske fotograf Jock Sturges på Center Brødrene Lumiere i Moskva, der indeholdt billeder af nøgne kvinder. Raikin beskrev disse fænomener som "Ruslands tilbagevenden til Stalin-æraens skammelige censur." I en kommentar til kritikken var Peskov enig i, at censur ikke kunne tillades, men argumenteree med, at det er op til staten at afgøre, hvad der iscenesættes og filmes på statens bekostning. Zvjagintsev protesterede mod argumenterne fra Putins pressesekretær i en klumme i avisen Kommersant, hvor han angreb myndighedernes "agitation" og aggressive fremfærd, hvor "embedsmænd med deres ordrer kastrerer kreativ tænkning", og argumenterede for, at Peskovs generelle princip om staten selv må bestemme, hvad den bruger penge på, kan koges ned til, at embedsmænd bruger statslige penge på film og kunst i statens egen interesse, og at det "ikke er statens penge, men vores penge".
I 2022 fordømte han offentligt Ruslands invasion af Ukraine og kritiserede kolleger inden for kunstens verden for ikke at kommenterer på, hvad der sker i Ukraine. Han forlod herefter Rusland og bor i dag i Frankrig.

## Filmografi
- Tre afsnit af tv-serien Tjornaja komnata (da.: Det sorte rum, 2000)
- The Return (Vozvrasjtjenie', 2003)[1][2]
- Izgnanie (Изгнание, da. Eksilet, også kendt under den engelske titel The Banishment)
- Elena (Елена, 2011)
- Leviathan (Левиафан, 2014)
- Loveless (Нелюбовь, 2017)